# Список терактов «Бригады мучеников Аль-Аксы»
Хронология терактов Бригад мучеников Аль-Аксы

## 2000-е

### 2000—2001 гг.
| дата           | место                   | акция | пострадавшие                                                       | организация |
| -------------- | ----------------------- | --- | ------------------------------------------------------------------ | --- |
| 20 ноября 2000 | Кфар-Даром, сектор Газа | Взрыв осколочной бомбы, сконструированной из 122-миллиметровой мины и усиленной дополнительным количеством взрывчатки, в нескольких метрах от школьного автобуса, перевозившего детей и учителей из поселения Кфар Даром. Несмотря на то, что автобус был укреплен броней, в его бортах образовались пробоины диаметром до 15 см. | 2 погибших, 9 тяжело ранено (из них 5 детей — трое из одной семьи) | Хезболла, Бригады мучеников Аль-Аксы (ФАТХ) и Омар Аль Мухтар (Комитеты народного сопротивления). Подрыв автобуса был также одобрен шейхом Ахмедом Яссином, духовным лидером Хамас. |
| 29 ноября 2001 | перекрёсток Вади Ара    | Взрыв террориста-смертника в автобусе маршрута № 823 неподалёку от города Хадера. | 3 погибших, 9 ранено                                               | «Исламский джихад», Бригады мучеников Аль-Аксы (ФАТХ) и Хамас заявили, что террорист является их членом                                                                             |

### 2002 год
| дата            | место                          | акция | пострадавшие                                                   | организация                                            |
| --------------- | ------------------------------ | --- | -------------------------------------------------------------- | ------------------------------------------------------ |
| 25 января 2002  | Тель-Авив                      | взрывы двух террористов-смертников на бульваре неподалёку от старой Центральной автобусной станции                                                                                    | 25 человек ранено                                              | «Исламский джихад» и Бригады мучеников Аль-Аксы (ФАТХ) |
| 27 января 2002  | Иерусалим                      | Взрыв террористки-смертницы (первая женщина-смертница) с 10-ти килограммовым зарядом начинённой шурупами взрывчатки на улице Яффо.                                                    | 1 человек погиб, более 150 ранено                              | Бригады мучеников Аль-Аксы (ФАТХ) или Хамас            |
| 18 февраля 2002 | шоссе Маале Адумим — Иерусалим | Взрыв террориста-смертника. Остановившись якобы спросить о чём-то полицейского террорист привёл в действие взрывчатку в своём автомобиле.                                             | 1 погибший (израильский полицейский, араб по национальности)   | Бригады мучеников Аль-Аксы (ФАТХ)                      |
| 2 марта 2002    | Иерусалим                      | Взрыв террориста-смертника в иешиве «Бейт Исраэль». Взрыв был произведён в толпе женщин с детьми ожидавших своих мужей у входа в синагогу.                                            | 17 погибших, более 50 ранено                                   | Бригады мучеников Аль-Аксы (ФАТХ)                      |
| 21 марта 2002   | Иерусалим                      | Взрыв террориста-смертника среди толпы людей занимавшихся шопингом на улице Кинг Джордж.                                                                                              | 3 погибших, 86 ранено                                          | Бригады мучеников Аль-Аксы (ФАТХ)                      |
| 27 марта 2002   | Нетания                        | Взрыв террориста-смертника в отеле «Парк» во время пасхального седера. | 30 погибших, 140 ранено                                        | Хамас и «Бригады мучеников Аль-Аксы» (ФАТХ)            |
| 29 марта 2002   | Иерусалим                      | Взрыв террористки-смертницы в супермаркете района Кирьят-Йовель. | 2 погибших, 28 ранено                                          | Бригады мучеников Аль-Аксы (ФАТХ)                      |
| 30 марта 2002   | Тель-Авив                      | Взрыв террориста-смертника в кафе на углу улиц Алленби и Бялик. | 1 погибший, 30 ранено                                          | Бригады мучеников Аль-Аксы (ФАТХ)                      |
| 1 апреля 2002   | КПП Иерусалим                  | Взрыв террориста-смертника в заминированном автомобиле при проверке на КПП на въезде в Иерусалим.                                                                                     | погиб израильский полицейский                                  | Бригады мучеников Аль-Аксы (ФАТХ)                      |
| 12 апреля 2002  | Иерусалим                      | Взрыв террористки-смертницы на улице Яффо рядом с рынком Махане Иехуда. | 6 погибших, 104 ранено                                         | Бригады мучеников Аль-Аксы (ФАТХ)                      |
| 22 мая 2002     | Ришон Ле-Цион                  | Взрыв террориста-смертника на бульваре Ротшильда. | 2 погибших, около 40 ранено (4 тяжело, среди них — двое детей) | Бригады мучеников Аль-Аксы (ФАТХ) или Хамас            |
| 24 мая 2002     | Тель-Авив                      | Попытка теракта — террорист-смертник, пытавшийся взорвать себя на входе в ночной клуб «Студио 49», был застрелен охранником, но бомба всё же взорвалась когда люди стали разбегаться. | 5 человек ранено                                               | Бригады мучеников Аль-Аксы (ФАТХ)                      |
| 27 мая 2002     | Петах-Тиква                    | Взрыв террориста-смертника рядом с лотком мороженого на входе в торговый центр. | 2 погибших (пожилая женщина с внучкой), 37 ранено              | Бригады мучеников Аль-Аксы (ФАТХ)                      |
| 19 июня 2002    | Иерусалим                      | Взрыв террориста-смертника на автобусной остановке на перекрёстке Гива Царфатит. | 10 погибших, 50 ранено                                         | Бригады мучеников Аль-Аксы (ФАТХ)                      |

### 2003 год
| дата            | место                       | акция | пострадавшие                                  | организация                                                                         |
| --------------- | --------------------------- | --- | --------------------------------------------- | ----------------------------------------------------------------------------------- |
| 5 января 2003   | Тель-Авив                   | Взрывы двух террористов-смертников на старой Центральной автобусной станции. | 22 погибших, более 120 ранено                 | «Исламский джихад» и Бригады мучеников Аль-Аксы (ФАТХ)                              |
| 24 апреля 2003  | Кфар-Саба                   | Взрыв террориста-смертника у здания железнодорожного вокзала. | 1 погибший (охранник), 13 ранено (2 серьёзно) | НФОП и Бригады мучеников аль-Аксы (ФАТХ)                                            |
| 30 апреля 2003  | Тель-Авив                   | Взрыв террориста-смертника в баре «Mike’s Place» на набережной. | 3 погибших, около 60 ранено                   | Хамас (боевики — британские граждане пакистанского происхождения) и «Танзим» (ФАТХ) |
| 19 мая 2003     | Афула                       | Взрыв террориста-смертника на входе в торговый центр «Амаким». | 3 погибших, около 70 ранено                   | Хамас или «Исламский джихад» и Бригады мучеников Аль-Аксы (ФАТХ)                    |
| 15 июля 2003    | Тель-Авив                   | Террористическое нападение на набережной вблизи ресторана «Тарабин», расположенном на границе Тель-Авива и Яффо. Араб выхватил нож и ударил сотрудника охраны ресторана в шею. Владелец ресторана бросил в террориста стулом и обратил его в бегство. Раненый охранник и владелец ресторана вместе бросились за нападавшим, который побежал вдоль набережной, нанося удары ножом случайным прохожим. Охраннику соседнего ресторана удалось выстрелом ранить террориста в ногу, после чего тот был задержан. | 1 погибшая, 2 ранено                          | Бригады мучеников Аль-Аксы (ФАТХ)                                                   |
| 12 августа 2003 | Рош ха-Аин                  | Взрыв террориста-смертника в торговом центре. Большинство раненых пострадало от пожара, который охватил здание торгового комплекса сразу же после взрыва. | 1 погибший, 8 ранено (4 — тяжело)             | Бригады мучеников Аль-Аксы (ФАТХ)                                                   |
| 9 октября 2003  | КПП Тулкарм, Самария        | Взрыв террористки-смертницы рядом с КПП. | 2 солдат ранены                               | Бригады мучеников Аль-Аксы (ФАТХ)                                                   |
| 3 ноября 2003   | возле деревни Азун, Самария | Взрыв террориста-смертника, преследуемого израильским спецназом. | один израильтянин ранен                       | Бригады мучеников Аль-Аксы (ФАТХ)                                                   |

### 2004 год
| дата             | место                 | акция | пострадавшие                                                         | организация                                                   |
| ---------------- | --------------------- | --- | -------------------------------------------------------------------- | ------------------------------------------------------------- |
| 14 января 2004   | КПП Эрез, сектор Газа | Взрыв террористки-смертницы. | 4 погибших                                                           | Хамас и Бригады мучеников Аль-Аксы (ФАТХ)                     |
| 29 января 2004   | Иерусалим             | Взрыв террориста-смертника в автобусе маршрута № 19 на углу улиц Газа и Арлозоров. | 17 погибших, более 50 ранено                                         | Бригады мучеников Аль-Аксы (ФАТХ)                             |
| 22 февраля 2004  | Иерусалим             | Взрыв террориста-смертника в автобусе маршрута № 14-А около «Ган а-Паамон» («Парка Колокола»). | 8 погибших, более 60 ранено (из них — 11 школьников младших классов) | Бригады мучеников Аль-Аксы (ФАТХ)                             |
| 6 марта 2004     | КПП Эрез, сектор Газа | Террористическая атака с использованием стрелкового оружия и заминированного джипа, закамуфлированного под израильский военный. Джип взорвался, не доехав до израильской стороны КПП. Все четверо боевиков уничтожены в результате ответного огня израильских солдат. | 2 погибших (палестинские полицейские)                                | Хамас, Бригады мучеников Аль-Аксы (ФАТХ) и «Исламский джихад» |
| 14 марта 2004    | Ашдод                 | Взрывы двух террористов-смертников в порту. | 10 погибших, 16 ранено                                               | Хамас и Бригады мучеников Аль-Аксы (ФАТХ)                     |
| 14 апреля 2004   | КПП Эрез, сектор Газа | Террористическая атака | 4 погибших                                                           | Хамас и Бригады мучеников Аль-Аксы (ФАТХ)                     |
| 17 апреля 2004   | КПП Эрез, сектор Газа | Взрыв террориста-смертника. | 1 погибший, 3 ранено                                                 | Хамас и Бригады мучеников Аль-Аксы (ФАТХ)                     |
| 22 сентября 2004 | Иерусалим             | Взрыв террориста-смертника в районе Гива Царфатит. | 2 погибших                                                           | Бригады мучеников Аль-Аксы (ФАТХ)                             |

### после 2004 года
| дата            | место                  | акция | пострадавшие                     | организация                                                                 |
| --------------- | ---------------------- | --- | -------------------------------- | --------------------------------------------------------------------------- |
| 13 января 2005  | КПП Карни, сектор Газа | Террористическая атака. Трое боевиков в 23.00, используя поддельные документы, проникли на палестинскую сторону КПП. С помощью мощного фугаса была взорвана стена, разделяющая палестинскую и израильскую стороны КПП. Боевики ворвались на израильскую сторону и начали расстреливать находившихся там работников КПП. После длительной перестрелки гражданские охранники КПП застрелили их. | 6 погибших, более 10 ранено      | Хамас, Бригады мучеников Аль-Аксы (ФАТХ) и Комитеты народного сопротивления |
| 25 февраля 2005 | Тель-Авив              | взрыв террориста-смертника в клубе «Stage» на набережной | 5 погибших                       | «Исламский джихад» и Бригады мучеников Аль-Аксы (ФАТХ), при помощи Хизболлы |
| 28 августа 2005 | Беер-Шева              | взрыв террориста-смертника на Центральной автобусной станции | 50 человек ранено (2 критически) | «Исламский джихад» и Бригады мучеников Аль-Аксы (ФАТХ)                      |
| 30 марта 2006   | Кдумим, Самария        | взрыв террориста-смертника | 4 погибших                       | Бригады мучеников Аль-Аксы (ФАТХ)                                           |
| 17 апреля 2006  | Тель-Авив              | Взрыв террориста-смертника на старой Центральной автобусной станции. | 11 погибших                      | «Исламский джихад» и Бригады мучеников Аль-Аксы (ФАТХ)                      |
| 29 января 2007  | Эйлат                  | Взрыв террориста-смертника в кондитерской | 3 погибших                       | «Исламский джихад» и Бригады мучеников Аль-Аксы (ФАТХ)                      |
| 4 февраля 2008  | Димона                 | Взрыв террориста-смертника. | 1 погибший, 9 ранено             | НФОП и Бригады мучеников аль-Аксы (ФАТХ)                                    |

## Убитые в результате терактов по годам
| Год | Погибших |
| --- | -------- |